# Plagiosetum refractum
Plagiosetum es un género monotípico de plantas herbáceas perteneciente a la familia de las poáceas. Su única especie: Plagiosetum refractum Benth., es originaria de Australia. 

## Etimología
El nombre del género deriva de las palabras griegas plagios (oblicua) y seta (cerda), aludiendo que de alguna manera a las cerdas unilaterales. 